# Váradi csata (1664)
A váradi csata Nagyvárad alatt zajlott le. Habár a csata a magyarok és az osztrákok győzelmével végződött a törökök ellen, de az akciót irányító Rákóczi László főispán, jeles portyázó vitéz, életét vesztette.
Váradot a törökök még 1660-ban foglalták el az erdélyiektől. Visszaszerzését Zrínyi Miklós a legfontosabb feladatnak tartotta. 1664-ben a vár pasája, Kücsük Mehmed seregével a Felvidékre indult, ahol Nyitrát Jean-Louis de Souches ostromolta. Mehmed pasát a császári sereg Zsarnóca mellett leverte és a pasa elesett a csatában. Mivel Várad őrsége emiatt megfogyatkozott és parancsnok nélkül maradt, Rákóczi László rajtaütéssel megpróbálta visszafoglalni.
Rákóczi vezette kisebb magyar–osztrák sereghez Szatmár és Kálló katonái is csatlakoztak. Várad török katonái ellenben számítottak a rajtaütésre, ezért felkészültek rá. Rákóczi csele nem járt sikerrel, s rendkívül véres kézitusa bontakozott ki, ennek során a vitézül harcoló Rákóczi is meghalt. A törökök nagy veszteséget szenvedtek, alaposan megtizedelték Várad őrségét, nagy zsákmányt szereztek, kiszabadították a rabok java részét, de a várat nem tudták visszafoglalni, ezért az ütközet nem tekinthető eredményesnek.